# Mohammed Briouel
Mohammed Briouel (Arabisch: محمد بريول) (Fez, 1954) is een Marokkaans violist, muziekpedagoog en orkestleider.
In 1963 ging Briouel muziek studeren bij de gerenommeerde musicus Hadj Abdelkrim Raïss en vanaf 1968 kon hij meespelen in diens orkest Brihi, het in 1946 opgerichte ensemble, dat musiceert in een dubbele traditie van Arabische Moslimmuziek en de Spaans-Joodse muziek.
Voor Nouba Gharibat Al Husayn, de transcriptie van de elf nouba’s van de Andalusische muziektraditie in westers notenschrift ontving hij in 1986 de Prix du Maroc.
Sinds 1991 treedt hij op in binnen- en buitenland met het orkest dat voluit Orchestre Arabo-Andalous de Fès heet. Bij het overlijden van Raïss in 1996 neemt Briouel officieel de leiding van het 15-koppig ensemble over.
Naast concerteren in binnen- en buitenland, doceert hij solfège en is hij directeur van het conservatorium van Fez.